# Woodburnia penduliflora
Woodburnia penduliflora là một loài thực vật có hoa trong Họ Cuồng. Loài này được Prain miêu tả khoa học đầu tiên năm 1904.